# YG Entertainment
YG Entertainment Inc. (em coreano:  YG 엔터테인먼트) é uma agência de entretenimento multinacional sul-coreana fundada em 1996 por Yang Hyun-suk. A empresa opera como uma gravadora, agência de talentos, empresa de produção musical, empresa de gerenciamento de eventos e produção de concertos e editora musical. Além disso, a empresa opera uma série de empreendimentos subsidiários sob uma empresa de capital aberto separada, YG Plus, que inclui uma linha de roupas, uma agência de gerenciamento de golfe e uma marca de cosméticos.
Os artistas atuais incluem Eun Ji-won, 2NE1, Akdong Musician, Winner, Blackpink, Treasure e BabyMonster, bem como atores e atrizes, incluindo Cha Seung-won, Lee Sung-kyung, Jin Kyung, Jang Ki-yong, Yoo In-na, Son Na-eun e Yoo Seung-ho.
Artistas anteriores incluem Swi.T, Moogadang, Wheesung, Epik High, 1TYM, Big Mama, Gummy, Seven, Nam Tae-hyun, Lee Jong-suk, Psy, One, Lee Hi, Jinusean, Bang Yedam, Mashiho Takata, iKon, Jisoo, Jennie, Rosé, Lisa, BigBang e Sechs Kies.

## História

### 1996–2005: Raízes dohip-hop, sucesso inicial e primeira geração do K-pop

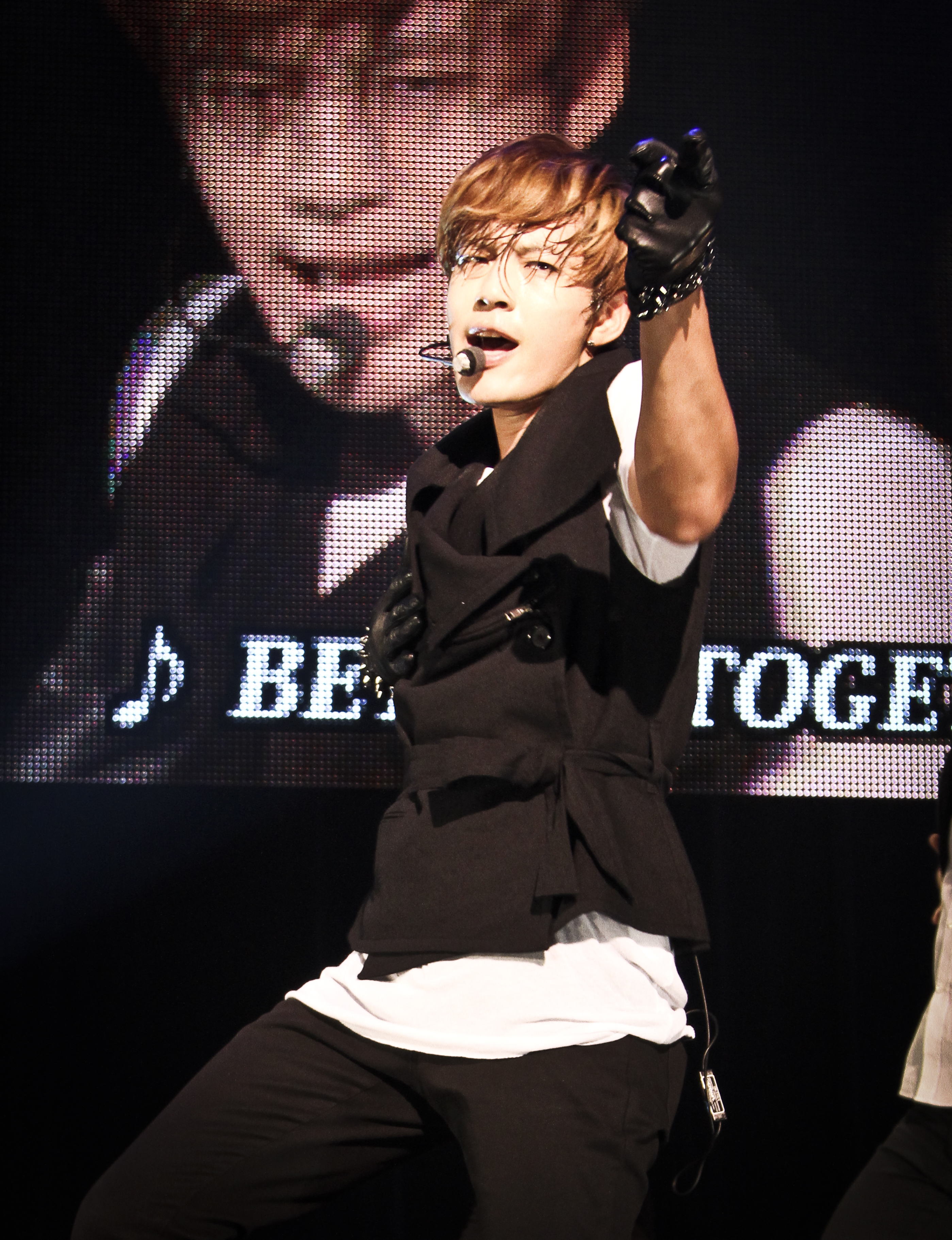
Seven estreou pela YG Entertainment em 2003

Em março de 1996, Yang Hyun-suk, um ex-integrante do grupo da primeira geração do K-pop, Seo Taiji and Boys, fundou a YG Entertainment sob o nome Hyun Planning (em coreano:  현기획). O primeiro ato da empresa foi o trio de hip-hop Keep Six. O grupo não atraiu muita popularidade, e seu fracasso fez com que Yang tivesse dívidas de 400 milhões de wons. Após a Keep Six, a empresa mudou seu nome para MF Planning e lançou os grupos Jinusean e 1TYM. Yang credita o sucesso de ambos os atos por trazer YG e o gênero hip hop para a música coreana mainstream. Em 1998, YG mudou seu nome mais uma vez para Yang Goon Planning, após o apelido de Yang Hyun-suk, Yang Goon (em coreano:  양군).
Em 1999, os artistas da YG lançaram um álbum colaborativo sob o nome de YG Family. A gravadora seguiu com lançamentos de artistas como Perry, Masta Wu, Swi.T, Big Mama, Lexy, Gummy e Wheesung. Também estabeleceu a gravadora "YG Underground", que abrigava 45RPM e Stony Skunk. Em 2001, a YG mudou para seu nome atual, YG Entertainment, que foi nomeado a partir das iniciais de Yang Goon, e um segundo álbum da YG Family foi lançado. Entre outros, o álbum contou com a participação de G-Dragon, de 13 anos, que na época era um estagiário.
A agência obteve sucesso tanto na Coreia quanto no Japão com seu primeiro cantor "ídolo" Seven em 2003, que se tornou o primeiro artista da empresa a tentar cruzar para a cena musical dos EUA, embora sua estreia nos EUA não tenha ganhado força.

### 2006–2011: Avanço nomainstream

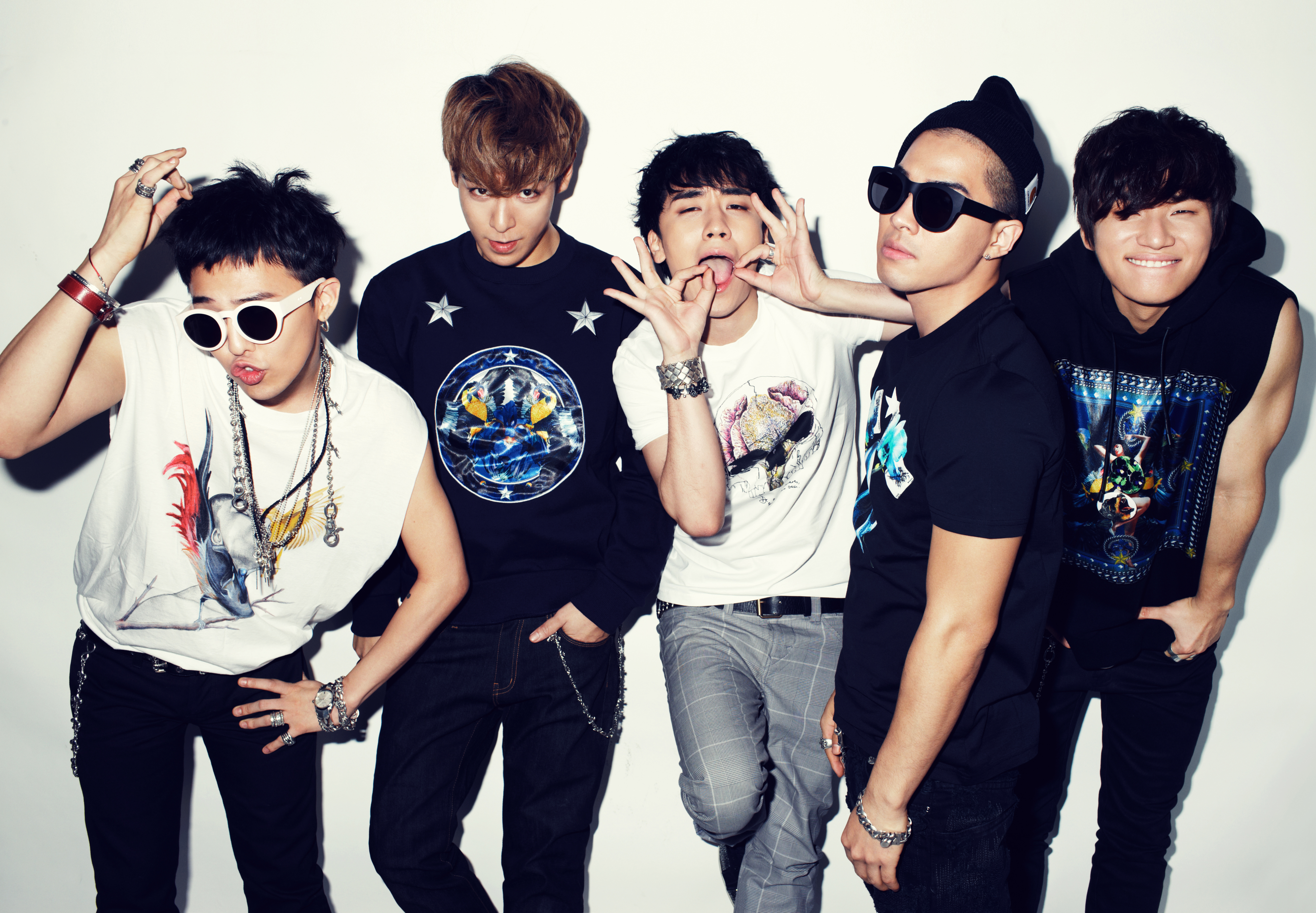
O BigBang estreou em 2006 e foi responsável por mais da metade dos álbuns da YG vendidos na Coreia de 2014 a 2017.

Após o sucesso de Seven, a YG formou seu primeiro grupo ídolo BigBang em 2006. Apesar de uma recepção morna inicial, o sucesso do grupo no ano seguinte e sua popularidade consistente os tornaram uma das maiores e mais lucrativas boy bands do mundo. Isto foi seguido pelo primeiro girl group de sucesso da YG, 2NE1 em 2009, que, antes de sua separação em 2016, era considerado um dos girl groups mais bem-sucedidos e populares da Coreia do Sul. Semelhante ao Seven, ambos os grupos tiveram carreiras de sucesso no Japão.

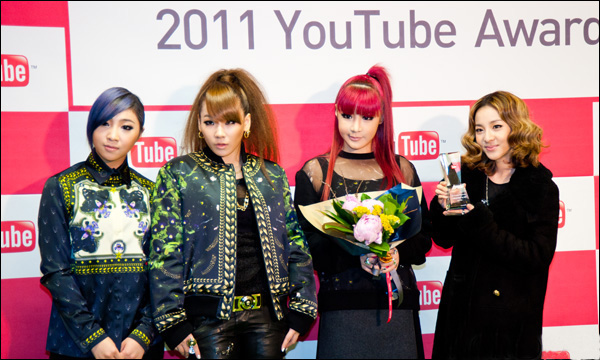
2NE1 estreou em 2009 como o primeiro grande girl group da YG e se tornou o primeiro grupo a alcançar nove músicas número um na Gaon Digital Chart.

Em 2010, a YG fez uma mudança bastante divulgada para um novo prédio, enquanto a antiga sede se tornou um centro de treinamento. No mesmo ano, a empresa solicitou, sem sucesso, a listagem na bolsa de valores; suspeitava-se que isso se devia ao fato de a empresa ter poucos grupos musicais ativos e um fluxo de caixa instável, apesar do aumento dos lucros em 2009. Mais tarde naquele ano, a gravadora assinou com o artista consagrado Psy.

### 2012–2016: Reconhecimento internacional e expansão de negócios

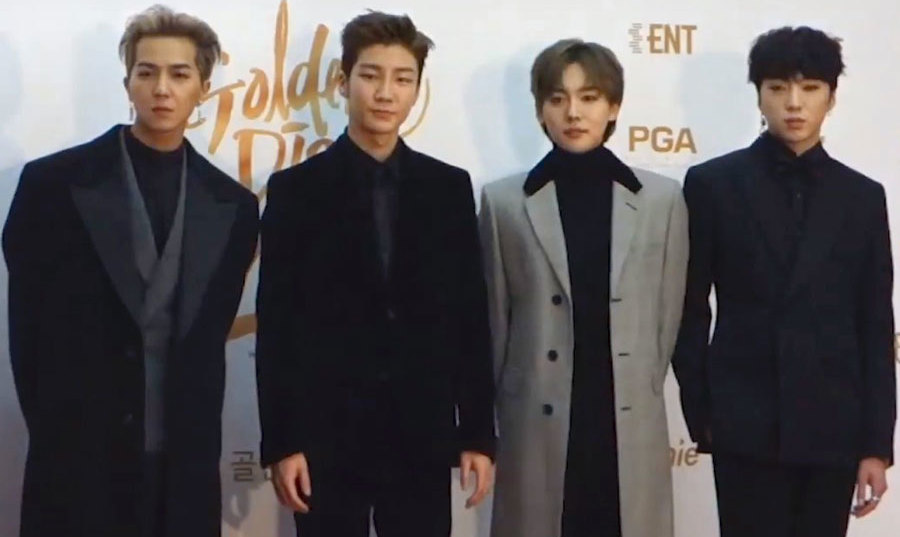
O Winner estreou com sucesso em 2014 e se tornou o grupo de K-pop mais rápido a ganhar o primeiro lugar em programas musicais. Eles conquistaram sua primeira vitória em um programa musical apenas seis dias após sua estreia.

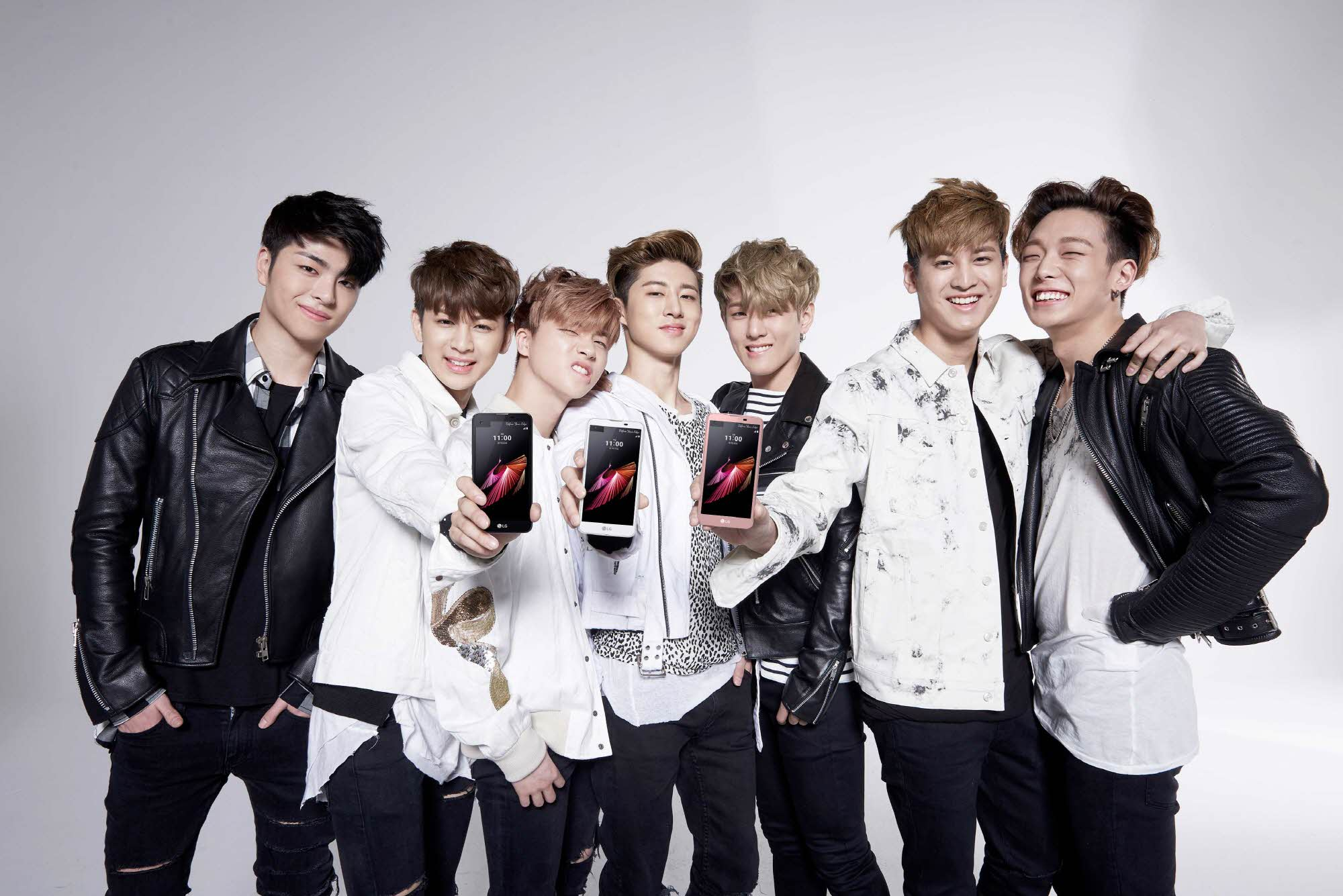
O iKon estreou em 2015. Seu single de 2018, "Love Scenario", quebrou vários recordes na época; incluindo o maior tempo como música no topo das paradas, o maior número de horas de "perfect all-kills" e a primeira música a ser certificada como Platina pela KCMA.

2012 trouxe reconhecimento internacional para a YG quando "Gangnam Style" do Psy ganhou popularidade mundial como um vídeo viral. Em 21 de agosto, ele alcançou o primeiro lugar no iTunes Music Video Charts. Esse feito foi o primeiro para um artista sul-coreano. Em 24 de novembro, "Gangnam Style" se tornou o vídeo mais visto na história do YouTube e o primeiro vídeo a ultrapassar um bilhão de visualizações. A música foi creditada como a principal razão para o aumento dos preços das ações da YG em mais de 60 por cento, com a gravadora posteriormente apresentando seu primeiro relatório anual em 2012 com lucros de mais de 50% após abrir o capital na KOSDAQ no ano anterior.
No mesmo ano, a gravadora contratou o rapper e produtor Tablo, líder do grupo de hip hop Epik High, relançando sua carreira após um hiato musical após sua polêmica em Stanford. A banda de Tablo, Epik High, mais tarde fez a transição para a gravadora após seu sucesso.
O envolvimento crescente de Yang em reality shows competitivos levou a vários contratos de gravação com concorrentes, começando com a segunda colocada da primeira temporada do K-pop Star, Lee Hi. Outros participantes do programa foram contratados como potenciais membros das futuras boy bands da gravadora. Na segunda temporada do programa, ambos os vencedores, a dupla de irmãos Akdong Musician e o vice-campeão Bang Ye-dam, assinaram com a agência. O reality show Win: Who is Next foi lançado mais tarde pela YG, no qual duas equipes de estagiários masculinos competiam entre si pela chance de assinar um contrato com a gravadora para estrear como a próxima boy band da empresa. A conclusão do reality show viu a formação de Winner.
Em 2014, a YG adquiriu a equipe e os atores da T Entertainment, incluindo Cha Seung-won, Im Ye-jin e Jang Hyun-sung. Por meio da aquisição da agência de modelos KPlus, a empresa expandiu sua divisão de atuação por meio das estreias dos modelos Lee Sung-kyung e Nam Joo-hyuk. A YG também assinou um contrato com a atriz Choi Ji-woo. Em 13 de setembro de 2014, uma subsidiária de capital privado, pertencente a multinacional francesa de artigos de luxo LVMH, L Capital Asia, anunciou mais tarde que investiria até US$ 80 milhões na YG. Com sede em Singapura, a L Capital Asia se tornaria o segundo maior investidor na YG com uma participação de 11,5%, atrás apenas dos 28% de Yang Hyun-suk. Em 2014, a YG expandiu-se para a indústria da beleza com a criação da sua marca de cosméticos Moonshot.
Em 2015, a YG investiu quase US$ 100 milhões em um novo complexo industrial com sede em Gyeonggi, cuja conclusão estava prevista para dezembro de 2018. Imóveis em Seul no valor de ₩ 16 bilhões (US$ 14 milhões) também foram adquiridos com o propósito de expandir sua sede. Naquele ano, a empresa também viu a criação de duas sub-gravadoras, a primeira liderada pela Tablo e a segunda liderada pelos produtores da YG Teddy Park da 1TYM e Kush da Stony Skunk. Os membros do time perdedor do reality show Win: Who is Next se reagrupou e estreou como iKon, junto com um novo membro.
Em abril de 2016, Minzy, a integrante mais jovem do 2NE1, anunciou que havia deixado o 2NE1 e a YG Entertainment afirmou que o grupo continuaria como um trio. Em novembro de 2016, a YG anunciou que CL e Dara haviam renovado seus contratos como artistas solo, indicando a saída de Park Bom da agência e a dissolução do 2NE1. Em 21 de janeiro de 2017, 2NE1 apareceu como um trio e lançou "Goodbye" como uma música de despedida que CL escreveu quando ouviu a notícia da partida de Minzy.
Dezesseis anos após a dissolução do grupo, a boy band de K-pop da primeira geração Sechs Kies assinou um contrato com a YG em maio de 2016 para relançar sua carreira. No mesmo mês, as empresas de tecnologia chinesas Tencent e Weiying Technology anunciaram um investimento de US$ 85 milhões na YG. Weiying assumiu uma participação de 8,2% na empresa e Tencent uma participação de 4,5%. Mais tarde, YG adicionou Lee Jong-suk, Kang Dong-won, e Kim Hee-jung à sua lista de atores. YG estreou seu segundo girl group Blackpink em 2016, o primeiro desde 2NE1, seguido pelo rapper solo One no ano seguinte.

### 2017–2019: Escândalos, polêmicas e saídas de artistas
No final de 2017, a YG com a JTBC lançou um show de sobrevivência de talentos intitulado Mix Nine, um concurso entre estagiários de diferentes agências. Embora o time vencedor estivesse programado para estrear como ídolos, YG revelou que a estreia da boy band vencedora havia sido cancelada. Embora um grupo masculino estivesse programado para estrear como ídolos, seu lançamento foi cancelado. O fracasso do programa levou a perdas de ₩ 7 bilhões de won no primeiro trimestre e ₩ 4 bilhões de won nos últimos três meses de 2017, fazendo com que a JYP Entertainment ultrapassasse a YG como a segunda empresa de K-pop mais valiosa.

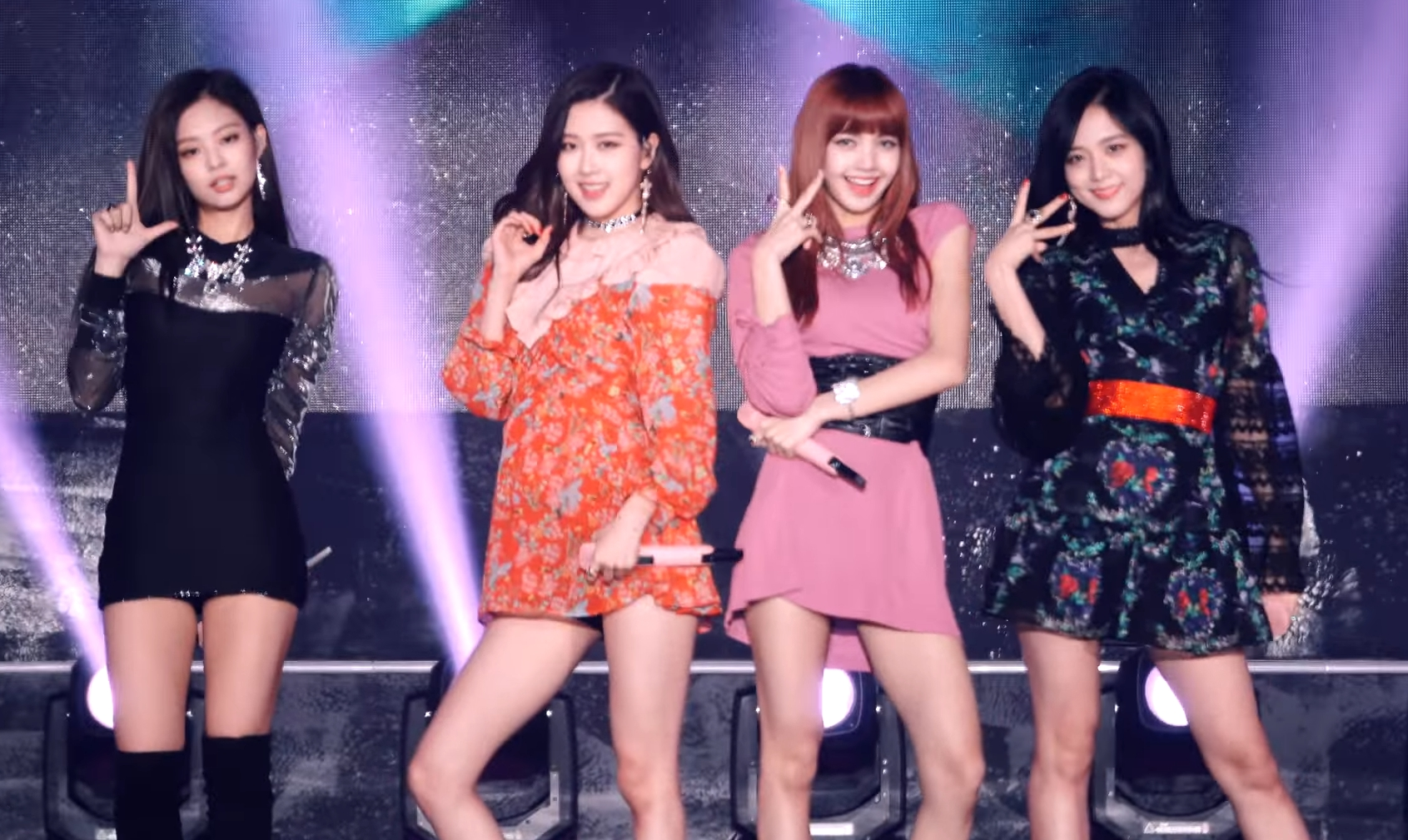
Blackpink estreou em 2016 e se tornou o primeiro girl group de K-pop a ter quatro singles número um na parada World Digital Song Sales da Billboard.

Em maio de 2018, Psy deixou a empresa após oito anos. O membro do Epik High, Tablo, anunciou que seu grupo de hip-hop havia rescindido seu contrato com a YG após seis anos de trabalho conjunto em outubro de 2018. Ao mesmo tempo, HIGHGRND e seu artista foram liberados da YG e Epik High. Em novembro de 2018, a YG anunciou o YG Treasure Box, um show de sobrevivência de talentos para determinar a formação de sua próxima boy band programada para estrear em 2019. Mais tarde, a YG anunciou que este evento produziria dois grupos, Treasure e Magnum, ambos ativos como Treasure 13.
Em 2019, o escândalo do Burning Sun envolvendo Seungri do Big Bang esquentou, o que resultou na decisão de Seungri de se aposentar da indústria do entretenimento em 11 de março de 2019. Seungri foi então condenado a 3 anos de prisão em agosto de 2021, que foi reduzido para 18 meses em janeiro de 2022. O comediante Yoo Byung-jae decidiu deixar a YG antes do fim de seu contrato, após esse escândalo prejudicar ainda mais o nome da agência. No início de junho de 2019, B.I, o líder do iKon, teria tentado comprar LSD e maconha ilegalmente em 2016; ele anunciou seu pedido de desculpas aos fãs e declarou sua saída do iKon e da YG Entertainment. Yang também teria conspirado com a polícia para encobrir o caso B.I.
Yang também é acusado de lavagem de dinheiro, jogo ilegal e preparação de serviços sexuais para potenciais investidores. Devido a essa série de escândalos e controvérsias, Yang Hyun-suk renunciou a todos os seus cargos na agência. Da mesma forma, seu irmão mais novo, Yang Min-suk, renunciou ao cargo de CEO da YG Entertainment como forma de responsabilização. Essa renúncia foi anunciada oficialmente em 14 de junho de 2019. O CFO Hwang Bo-kyung foi nomeado o novo CEO da YG em 20 de junho de 2019.
Em julho de 2019, o rapper One anunciou que havia se separado da YG e fundado sua própria agência. Após a dissolução do 2NE1 em 2016, CL anunciou que não renovaria seu contrato com a YG Entertainment em novembro de 2019. No final de dezembro de 2019, a cantora solo Lee Hi anunciou que YG não era mais sua agência, não muito depois disso ela lançou um novo álbum com AOMG.

### 2020–presente: Desenvolvimentos recentes

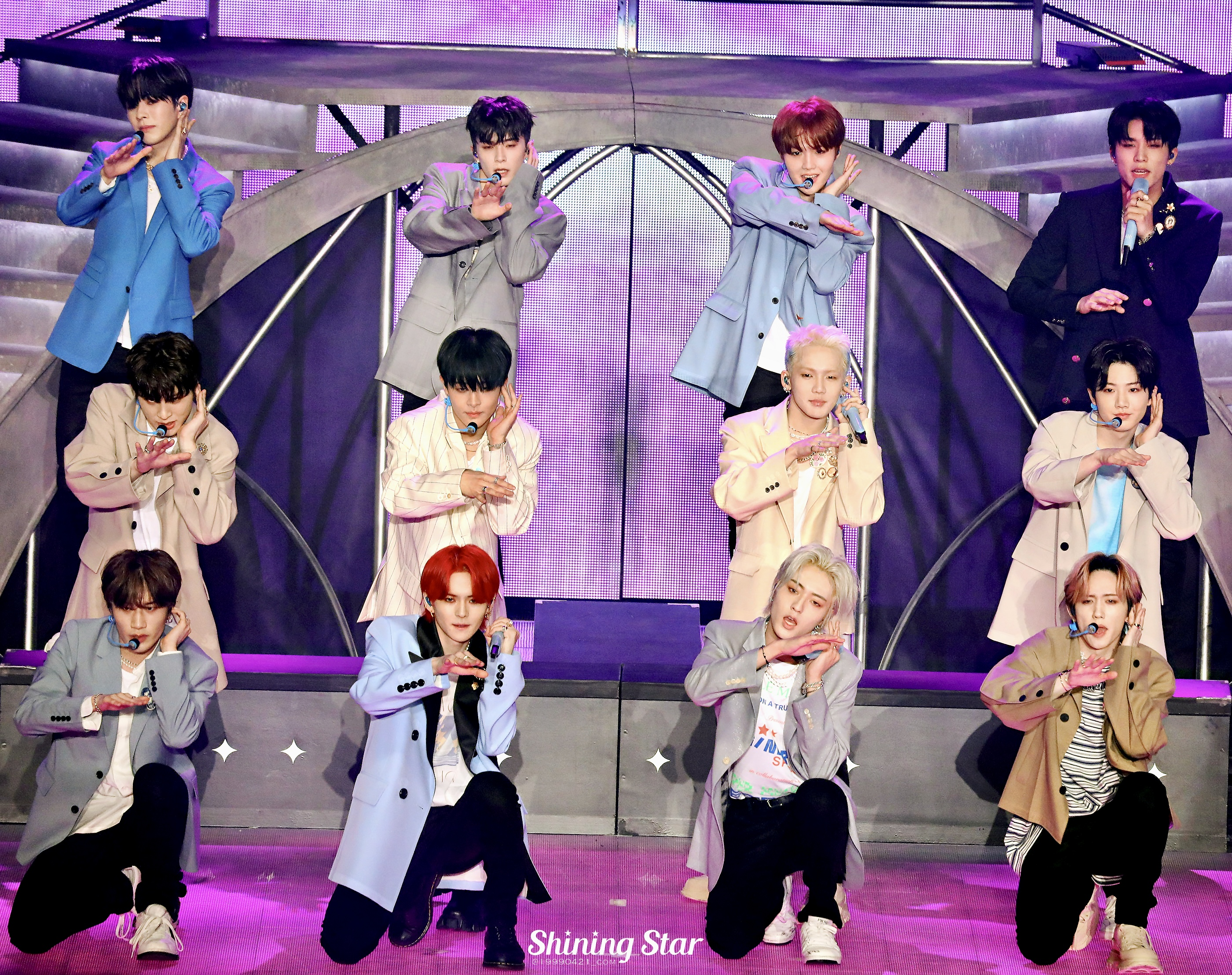
Treasure em abril de 2022.

Em 2020, YG anunciou planos para a estreia de Treasure, que havia sido adiada desde 2019, o primeiro álbum completo de Blackpink e o retorno de BigBang, que acabou sendo adiado para 2022. Eles deveriam aparecer no festival Coachella de 2020, até que foi cancelado devido à pandemia de COVID-19. Durante o primeiro semestre de 2020, o crescimento financeiro da YG se recuperou lentamente após a crise. Isso foi auxiliado pela direção de sua estratégia de negócios, que era principalmente orientada para fãs internacionais. O sentimento público doméstico ainda não mostrou uma influência positiva, mas 70% da receita da YG Entertainment veio de fãs estrangeiros, a maioria dos quais veio das primeiras atividades do iKon após a saída de B.I e das atividades do G-Dragon na China na época.
Durante o segundo semestre de 2020, a YG apresentou uma tendência financeira positiva devido à série de álbuns de estreia da Treasure, ao álbum completo do Blackpink, às atividades solo de Mino e Yoon de Winner e às atividades solo de Suhyun do AKMU. Embora não esteja em linha com a meta esperada, acredita-se que esse valor seja devido à COVID-19, que causou o cancelamento de alguns shows. A construção do novo edifício da YG Entertainment foi declarada concluída em setembro de 2020, este edifício foi escolhido como o edifício de agência de entretenimento mais luxuoso e caro da Coreia do Sul.
Em janeiro de 2021, foi relatado que a Big Hit Entertainment e sua divisão de tecnologia beNX investiram um total de 70 bilhões de wons (US$ 63 milhões) na subsidiária da YG Entertainment, YG Plus, ou 17,9% do total de ações da empresa. Este investimento foi feito como uma forma de colaboração estratégica entre a Big Hit Entertainment, beNX, YG Entertainment e YG Plus, que trabalharão juntas em várias áreas de negócios, como plataforma, distribuição, conteúdo e mercadorias. A YG Plus é a principal distribuidora dos produtos da Hybe Corporation e a beNX (agora conhecida como Weverse Company) fornece conteúdo e uma plataforma para artistas da YG.
Em 4 de maio de 2021, a Korea Exchange anunciou que a YG foi rebaixada de status de empresas blue-chip para empresas comuns de médio porte. O status blue-chip foi adquirido em abril de 2013. A empresa registrou um prejuízo líquido de 1,8 bilhão de wons e um retorno sobre o patrimônio líquido de -0,5%. Seu principal negócio, produção e gestão musical, sofreu perdas operacionais nos últimos dois anos.
Em fevereiro de 2022, a YG Entertainment anunciou que o BigBang faria seu primeiro retorno após um hiato que durou cinco anos. Além disso, eles também anunciaram que T.O.P encerrou seu contrato com a YG. Em 1º de julho de 2022, Yang Min-suk, irmão do fundador da YG Entertainment, Yang Hyun-suk, retornou à agência após 3 anos como co-CEO, juntando-se ao atual CEO, Hwang Bo-kyung.
Em 26 de dezembro de 2022, foi anunciado que Taeyang e Daesung deixariam a YG Entertainment após 16 anos. Taeyang se juntou ao The Black Label enquanto Daesung está procurando um novo começo em uma nova agência, e ambos garantiram que permanecerão como membros do BigBang. Em 30 de dezembro de 2022, foi anunciado que o iKon deixou a YG Entertainment após o término de seus contratos com a agência, com o grupo assinando com a 143 Entertainment. A estreia do novo girl group da YG em sete anos, BabyMonster, também foi sugerida, antes de sua data de estreia ser anunciada para 27 de novembro de 2023.
Em 22 de julho de 2024, 2NE1 renovou com a YG Entertainment e fará uma turnê mundial de 15º aniversário começando em outubro de 2024.

## Parcerias

### Distribuição de música
Os discos da YG Entertainment são distribuídos pelas seguintes:
- YG Plus (No geral desde 2019), Kakao Entertainment (Somente lançamentos específicos) - Coreia do Sul
- YGEX - Japão
- Tencent - China (somente online)
- WMG - resto da Ásia (Taiwan, Singapura, Hong Kong, Macau, Índia, Malásia etc.)
- Interscope/UMG - Europa, Oceania, América do Norte e Japão (apenas para Blackpink)
- Universal Records (até 2012), Warner Music Philippines e MCA Music Philippines - Filipinas
- Columbia - (apenas para Treasure)

### Genie Music
Em março de 2010, sete gravadoras na Coreia (incluindo as três maiores agências: YG, SM Entertainment, JYP Entertainment, Star Empire Entertainment, Medialine, CAN Entertainment e Music Factory) estabeleceram conjuntamente a KMP Holdings, uma plataforma de serviços com o objetivo de fornecer distribuição de música digital e produções de programas de televisão. Em novembro de 2012, a KMP Holdings foi adquirida pela KT Music. Em janeiro de 2014, as sete agências por trás da KMP Holdings formaram uma parceria coletiva de títulos e compraram 13,48% das ações da KT Music, deixando a empresa controladora KT Corporation com 49,99%.

### YGEX
A YGEX foi fundada em 12 de abril de 2011, como uma parceria entre a Avex e a YG para a promoção e lançamento de todo o material da YG no Japão. Antes disso, os lançamentos japoneses da YG eram em parceria com a Nexstar Records, uma gravadora da Nippon Columbia que gerenciava os lançamentos japoneses do Se7en, e da Universal Music Japan (que assinou um contrato exclusivo de três anos em 2008 para os lançamentos japoneses do BigBang).

### YGMM
A YGMM foi fundada em maio de 2021 como uma forma de colaboração com a GMM Grammy, a maior empresa de entretenimento da Tailândia com um capital de 200 bilhões de bahts (US$ 5 bilhões), a empresa se concentrará em entretenimento e negócios de consultoria para shows, teatro e atuação. A GMM Grammy é uma das empresas de entretenimento tradicionais mais antigas da Tailândia, tendo uma série de gravadoras musicais junto com produções de TV e cinema. A GMM Grammy deve deter uma participação de 51% na empresa, enquanto os outros 49% pertencem à YG Entertainment.

### KPlus
KPlus (anteriormente YG K+) é uma parceria entre a YG e a Chorokbaem Media como uma empresa de gestão de modelos coreana. Em 2014, a agência de modelos KPlus abrigou mais de 170 modelos, incluindo Kang Seung-hyun, Park Hyeong-seop, Lee Sung-kyung, Nam Joo-hyuk, Jang Ki-yong, Sandara Park e Choi Sora. Desde a parceria, modelos do Kplus apareceram em videoclipes de artistas da YG, bem como em campanhas publicitárias de marcas de propriedade da YG. A YG também teria fornecido aos modelos da YG K+ papéis em dramas de TV, notavelmente Nam Joo-hyuk em Who Are You: School 2015 e Lee Sung-kyung em It's Okay, That's Love, e formalmente transferiram modelos para sua divisão de atuação.

### Outras parcerias

#### United Asia Management
Em abril de 2011, a United Asia Management foi formada como uma agência conjunta de gestão de talentos entre YG, SM, JYP, KeyEast, AMENT e Star J Entertainment.

#### Live Nation
YG primeiro colaborou com a empresa de promoção de shows da Califórnia, Live Nation, para produzir a Alive Galaxy Tour (2012) do Big Bang. A Live Nation posteriormente dirigiu a New Evolution World Tour (2012) do 2NE1 e a One of a Kind World Tour (2013) do G-Dragon. O gerente geral da Live Nation Asia, Mats Brandt, disse em uma entrevista que a empresa considerava o BigBang como tendo o maior potencial para se tornar um "artista global".

#### Asiana Airlines
A Asiana Airlines assinou um acordo com a YG em janeiro de 2013, fornecendo transporte para seu pessoal para destinos nacionais e internacionais em troca de publicidade.

## Subsidiárias

### Sub-selos

#### YG Plus
A YG Plus Inc., anteriormente chamada de Phoenix Holdings Inc., é uma empresa de mídia e publicidade de capital aberto adquirida pela YG Entertainment em novembro de 2014. Em 2019, a empresa entrou na indústria de distribuição musical e também se dedica à produção, distribuição e licenciamento de mercadorias relacionadas a artistas musicais. Em janeiro de 2021, a Hybe Corporation e sua subsidiária de tecnologia, Weverse Company, adquiriram 17,9% da empresa em um acordo de merchandising e distribuição que veria os artistas da YG Entertainment se juntarem à Weverse em troca.

### Selos associados

#### The Black Label
Após a formação bem-sucedida da HIGHGRND, em 22 de setembro de 2015, a YG Entertainment anunciou a criação de outra sub-gravadora independente, a ser liderada pelos produtores da YG Teddy e Kush. Em 16 de novembro de 2020, de acordo com o relatório trimestral de ações da YG Entertainment, a gravadora foi convertida em status de empresa associada. Em abril de 2023, a The Black Label formou um consórcio com o maior conglomerado da Tailândia, o Charoen Pokphand Group chamado The Black Sea para expandir sua marca para a região do Sudeste Asiático. O selo atualmente abriga os artistas Jeon Somi e Rosé.[carece de fontes?]

### Antigos sub-selos

#### HIGHGRND
HIGHGRND (leia-se "high ground") era uma subgravadora independente liderada por Tablo, do Epik High. Anunciado em março de 2015, o selo foi criado por Yang Hyun-suk sob o guarda-chuva da YG Entertainment como parte de uma meta de longo prazo para alcançar a cena indie e alternativa coreana. Em 21 de junho de 2015, Tablo apresentou a banda Hyukoh via Instagram como o primeiro artista oficial do selo.
A empresa havia promovido os artistas Millic, Offonoff, Punchnello, Code Kunst, Way Ched, The Black Skirts, Idiotape e Incredivle desde então. No entanto, em 11 de abril de 2018, um artigo foi publicado informando que a HIGHGRND não estava mais ativa devido à renúncia de Tablo como CEO no ano anterior.

#### PSYG
Em 1º de setembro de 2016, representantes da YG anunciaram que Psy lideraria uma subgravadora independente intitulada PSYG, uma junção de "Psy" e "YG". A gravadora foi registrada como uma subsidiária corporativa em junho e marcou outro capítulo na colaboração entre Psy e o amigo de longa data Yang Hyun-suk, pois foi revelado que o CEO da YG havia prometido implicitamente a criação de uma subgravadora quando Psy assinou contrato com a empresa em 2010 em meio a dificuldades pessoais, tendo sido encorajado por sua esposa a trabalhar com o fundador da YG. Quando Psy deixou a empresa em meados de 2018, a PSYG encerrou suas operações e fechou suas portas.

#### YGX
Yang Hyun-suk anunciou, em maio de 2018, que uma empresa subsidiária chamada YGX Entertainment se fundiria com a gravadora de DJs de Seungri, NHR. Em 4 de junho, em sua conta oficial do Instagram, ele postou uma foto de um cartão de visita mostrando Seungri como CEO da YGX. Em 2018, a gravadora lançou uma academia de dança e canto, chamada X Academy, onde os alunos poderiam ser potencialmente observados pela YG como estagiários.
A YGX anunciou o fim das operações em 30 de abril de 2024.

## Filantropia
A YG prometeu doar 100 wons para cada álbum vendido, 1% de todas as vendas de mercadorias e 1.000 wons para cada ingresso de show para instituições de caridade. Em 2009, eles arrecadaram US$ 141.000 e, em 2010, US$ 160.000. A empresa também entregou diretamente US$ 4.400 em carvão vegetal para famílias necessitadas durante o inverno. A empresa anunciou que doaria cerca de US$ 500.000 para assistência humanitária ao Japão após o sismo e tsunami de Tohoku em 2011.
Em 2013, Yang Hyun-suk virou manchete quando doou todos os dividendos que recebeu como acionista da YG para ajudar crianças pequenas que precisavam de cirurgia. Seus dividendos totalizaram cerca de US$ 922.000.
Em 2015, a YG doou um total de ₩ 100 milhões (US$92.450) ao Comitê Coreano para a UNICEF em ajuda humanitária após o sismo no Nepal.
Em março de 2022, a YG doou ₩ 500 milhões para a Hope Bridge Disaster Relief Association para ajudar os moradores afetados pelos incêndios florestais em Uljin, Gyeongbuk, Samcheok e Gangwon.

## Artistas, atores e produtores
Todos os artistas musicais e atores da YG Entertainment são conhecidos coletivamente como YG Family e YG Stage, respectivamente.

### Artistas de gravação
Grupos
- 2NE1
- AKMU
- Winner
- Blackpink
- Treasure
- BabyMonster

Solistas
- Eun Ji-won

### Produtores
- YG
- Choice37[142]
- Future Bounce[143]
  - P.K
  - Dee.P
- Kang Uk-jin[144]
- Airplay[145]
- Lydia Paek[146]
- Ham Seung-cheon[147]
- iHwak[148]
- Rovin[149]
- Bigtone
- Diggy
- Choi Rae-sung
- Illjun
- Sonny
- Lil G
- Se.A
- Hae
- 1105
- LP

### Atores
- Kim Hee-ae
- Cha Seung-won
- Jang Hyun-sung
- Yoo In-na
- Jung Hye-young
- Yoo Seung-ho
- Claudia Kim
- Lee Sung-kyung
- Jang Ki-yong[a]
- Lee Soo-hyuk[b]
- Kyung Soo-jin
- Han Seung-yeon[b]
- Son Na-eun
- Seo Jeong-yeon
- Jin Kyung
- Kal So-won
- Park So-yi
- Lee Ho-jung[a]
- Joo Woo-jae[b][a]
- Lee Ki-taek
- Nam Kyu-hee[a]
- Park Yoo-na
- Kim Hyun-jin[a]
- Kim Seung-yun

## Ex-artistas, atores, produtores e talentos

### Ex-artistas
- Keep Six (1996)[150]
- Jinusean (1997–2020)[c]
- 1TYM (1998–2006)[d]
- Perry (2001-?)
- Swi.T (2002–2005)[151]
- Wheesung (2002–2006)
- Masta Wu (2003–2016)[152]
- Digital Masta (2003–2011)
- Gummy (2003–2013)
- Big Mama (2003–2007)
- Seven (2003–2015)
- Lexy (2003–2007)
- XO (2003–2004)
- Wanted (2004–2006)[153]
- Brave Brothers (2004–2008)
- Stony Skunk (2005–2008)
- 45RPM (2005–2008)[154]
- SoulStaR (2005–2007)[154]
- Moogadang (2006-?)
- BigBang (2006–2024)[e]
  - Seungri (2006–2019)[155]
  - T.O.P (2006–2022)[156]
  - Taeyang (2006–2022)[157]
  - Daesung (2006–2022)[158]
  - G-Dragon (2006–2023)[159]
- GD & TOP (2009–2022)[f]
- GD X Taeyang (2014–2023)[g]
- Jieun (2007–2008)[154]
- YMGA (2008–2011)[154]
- 2NE1[160]
  - Minzy (2009–2016)[161]
  - Park Bom (2009–2017)[162]
  - CL (2009–2019)
  - Dara (2009–2021)[163]
- Psy (2010–2018)
- Lee Hi (2012–2019)[164]
- Epik High (2012–2018)
- Winner
  - Taehyun (2014–2016)[165]
- BOM&HI (2014–2017)
- Hi Suhyun (2014–2019)[h]
- Artistas da HIGHGRND (2015–2018)[i]
- One (2015–2019)[166]
- Katie (2015–2018)[167]
- iKon (2015–2022)[102]
  - B.I (2015–2019)[168]
  - Jay (2015–2022)[102]
  - Song (2015–2022)[102]
  - Bobby (2015–2022)[102]
  - DK (2015–2022)[102]
  - June (2015–2022)[102]
  - Chan (2015–2022)[102]
- MOBB (2016–2019)[j]
- Sechs Kies (2016–2024)[k]
  - Kang Sung-hoon (2016–2019)[169]
- Blackpink[l]
  - Jisoo (2016–2023)[170]
  - Jennie (2016–2023)[170]
  - Rosé (2016–2023)[170]
  - Lisa (2016–2023)[170]
- Treasure
  - Mashiho (2020–2022)[171]
  - Bang Ye-dam (2020–2022)[171]
- Zayvo (2019–2020)
- Blue.D (2019–2020)
- Anda (2018–2021)
- Viini (2019–2024)[172]

### Ex-produtores
- Brave Brothers (2004–2008)
- Teddy
- Kush
- R.Tee

### Ex-atores
- Park Han-byul (2002–2004)[154]
- Jung Sung-il (2009–2011)[154]
- Heo Yi-jae (2009–2011)[154]
- Kang Hye-jung (2001–2013)
- Stephanie Lee (2014–2017)[173]
- Lee Yong-woo (2014–2017)
- Koo Hye-sun (2003–2017)
- Jung Yoo-jin (2016–2018)
- Lee Jong-suk (2016–2018)
- Go Joon-hee (2017–2019)
- Oh Sang-jin (2017–2019)
- Kim Hee-jung (2016–2019)
- Kim Sae-ron (2016–2019)
- Im Ye-jin (2014–2019)
- Wang Ji-won (2018–2020)
- Nam Joo-hyuk (2013–2020)
- Sandara Park (2009–2021)[163]
- Son Ho-jun (2016–2021)
- Jo Hye-joo (2017–2021)
- Lee Ji-ni (?–2021)
- Bae Jung-nam (2015-2021)[174]
- Jung Yoon-seok (2019–2022)[b]
- Kwon Han-sol (2019–2022)[b]
- Lee Hyun-wook (?–2022)[a]
- Lee Woo-je (c. 2020–2022)
- Park Soo-yeon (?–2022)
- Park Tae-in (2019–2022)[b]
- Seo Lee-seo (?–2022)
- Gang Dong-won (2016–2022)
- Kim Ji-soo (2016–2023)[170]
- Choi Ji-woo (2014–2024)
- Kwon Hyun-bin (2019–2024)[172]
- Kang Hui (?–2024)
- Mun Ji-hyo (?–2024)
- Yu Yeon-su (2021–2024)
- Jang Doek-su (?–2024)
- Cha Jae-yi (?–2024)[175]
- Park Hyung-seop (?–2024)
- Choi Da-hye (?–2024)
- Shim Young-eun (2021–2024)
- Lee Joo-myung (2016–2024)

### Ex-talentos
- Yoo Byung-jae (2015–2019)
- Ahn Young-mi (2015–2020)